# Морелия (аэропорт)
Междунаро́дный аэропо́рт Море́лии (исп. Aeropuerto Internacional de Morelia) или Междунаро́дный аэропо́рт имени генерала Франсиско Х. Мухики (исп. Aeropuerto Internacional General Francisco J. Mujica), (ИАТА: MLM, ИКАО: MMMM) — гражданский аэропорт, расположенный в Алваро Обрегон (Álvaro Obregón), в 27 км северо-восточнее мексиканского города Морелия (Morelia) — столицы штата Мичоакан. Аэропорт носит имя мексиканского политического и военного деятеля, бывшего губернатора штата Мичоакан Франсиско Хосе Мухики.

## Основные сведения и показатели

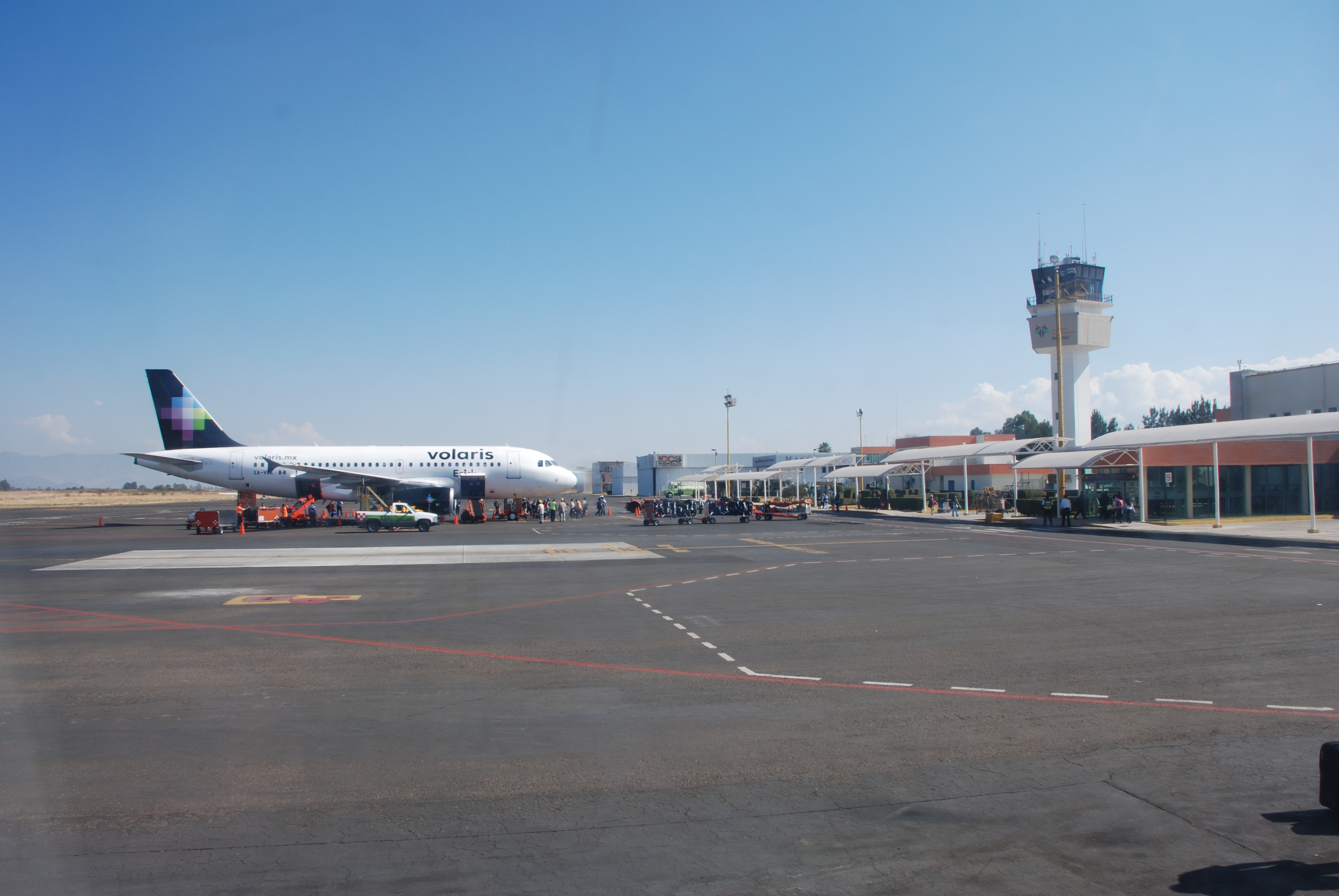
Airbus A319 авиакомпании Volaris в аэропорту Морелии

Международный аэропорт Морелии находится на высоте 1839 м над уровнем моря. У него есть одна взлётно-посадочная полоса: 05/23 с асфальтовым покрытием (длиной 3400 м и шириной 45 м).
Из аэропорта Морелии осуществляется ряд международных рейсов в различные крупные города США — Хьюстон, Даллас, Чикаго и Лос-Анджелес. Авиакомпания United Express (ранее Continental Express) осуществляет рейсы в аэропорт Хьюстон-Интерконтинентал, а American Eagle Airlines летает в аэропорт Даллас/Форт Уэрт. Самолёты авиакомпании Volaris летают в аэропорты Чикаго-Мидуэй и Лос-Анджелес.
Также осуществляются внутренние рейсы в аэропорты других городов Мексики — Мехико (авиакомпаниями Aeromar и Aeroméxico Connect) и Тихуаны (авиакомпаниями Aeroméxico и Volaris).
В 2011 году полное число авиапассажиров, воспользовавшихся услугами аэропорта Морелии, составило 376.2 тысяч человек — на 12,5 % меньше, чем в 2010 году (429.7 тысяч человек).

## Статистика пассажироперевозок
| Год  | Пассажиров (внутренние рейсы), тыс. чел. | Пассажиров (международные рейсы), тыс. чел. | Пассажиров (всего), тыс. чел. |
| ---- | ---------------------------------------- | ------------------------------------------- | ----------------------------- |
| 2010 | 242.5                                    | 187.1                                       | 429.7                         |
| 2011 | 230.1                                    | 146.1                                       | 376.2                         |